# Pinart
Ernest Pinart war ein belgischer Hersteller von Automobilen und Motoren. Der Markenname lautete Pinart.

## Unternehmensgeschichte
Das Unternehmen aus der Rue des Coteaux in Schaerbeek/Schaarbeek begann 1900 mit der Produktion von Automobilen. Es stellte im Februar 1902 Motoren auf der Automobilausstellung in London aus. Bradbury Bros. und Brooks Motor aus England waren Abnehmer dieser Motoren. 1902 endete die Fahrzeugproduktion. Motoren wurden weiterhin gefertigt. Es ist nicht bekannt, wann das Unternehmen aufgelöst wurde.

## Fahrzeuge
Die Modelle 6 CV und 9 CV waren mit Zweizylindermotoren ausgestattet. Daneben gab es den 12 CV mit einem Vierzylindermotor. Die Fahrzeuge hatten ein Dreiganggetriebe und Kettenantrieb.